# Neutrebbin
Neutrebbin település Németországban, azon belül Brandenburgban. Lakosainak száma 1372 fő (2023. december 31.).

## Népesség
A település népességének változása:
| Lakosok száma | 1387 | 1392 | 1376 | 1406 | 1372 |
|               | 2017 | 2019 | 2021 | 2022 | 2023 |